# Contraband (Contraband)
Contraband è il primo album dei Contraband, uscito nel 1991 per l'etichetta discografica Impact/MCA Records.

## Il disco
Il disco fu prodotto da Randy Nicklaus, casualmente già produttore di Vixen e Shark Island. 
Esso conteneva anche le cover "All the Way from Memphis" dei Mott the Hoople e "Hang On to Yourself" di David Bowie. Inoltre era presente anche il brano "Tonight You're Mine" di Tim Karr. Karr aveva pubblicato due anni prima un album solista contenente il brano, e alle registrazioni di questo partecipò proprio Tracii Guns. Parteciparono anche musicisti esterni come il chitarrista Spencer Sercombe, già membro degli Shark Island, Steffen Presley alla tastiere e il produttore Kevin Beamish nel ruolo di corista.
Dal disco venne estratto il singolo "All The Way From Memphis" che però ricevette una sponsorizzazione limitata. Il disco si piazzò al n° 187 nella classifica di Billboard, e risultò un fallimento commerciale.

## Tracce
1. All the Way from Memphis 4:55 (Mott the Hoople Cover)
2. Kiss by Kiss 4:19
3. Intimate Outrage 4:57
4. Bad for Each Other 4:28
5. Loud Guitars, Fast Cars, and Wild, Wild Livin' 4:25
6. Good Rockin' Tonight 3:23 (Roy Brown Cover)
7. If This is Love 5:03
8. Stand 4:04
9. Tonight You're Mine 4:42 (Tim Karr Cover)
10. Hang On to Yourself 2:47 (David Bowie Cover)

## Formazione
- Richard Black - voce
- Michael Schenker - chitarra
- Tracii Guns - chitarra
- Share Pedersen - basso
- Bobby Blotzer - batteria

### Altri musicisti
- Spencer Sercombe - chitarra, cori
- Steffen Presley - tastiere
- Kevin Beamish - cori